# ايزكيل بي. تورنر
ايزكيل بي تورنر (24 مايو 1825 - 2 يونيو 1888) كان قاضيًا محليًا بالولايات المتحدة في المحكمة الجزئية الأمريكية للمنطقة الغربية من تكساس.